# Арко-ди-Травертино (станция метро)
Арко-ди-Травертино — станция линии А римского метрополитена. Открыта в 1980 году.

## Окрестности и достопримечательности
Вблизи станции расположены:
- Арко-ди-Травертино
- Виа Тусколана
- Вилла Лаис
- Виа Аппиа Нуова
- Виа деи Колли Албани

## Наземный транспорт
Автобусы: 85, 409, 657, 660, 663, 664, 671, 765.